# Gaspar del Águila
Gaspar del Águila (hacia 1530 Ávila - ) fue un escultor de origen abulense y asentado en Sevilla.

## Biografía
Era hijo del entallador Juan del Águila, con el que se formó. Se desplazó a Sevilla en 1560, como miembro del taller de Juan Bautista Vázquez el Viejo. En 1573 fue elegido por el Ayuntamiento de esta ciudad como veedor del oficio de escultores y entalladores. En este cargo examinó a muchos otros grandes escultores como Jerónimo Hernández (1573), Miguel Adán (1573), Andrés de Ocampo 1575), Mateo Merodio (1577), Pedro Díaz de la Cueva (1583), Antón de Morales (1584), Blas Hernández Bello (1586), Juan Martínez Montañés (1588), Martín de Oviedo (1590) o Martín Alonso de Mesa (1599).

## Obra

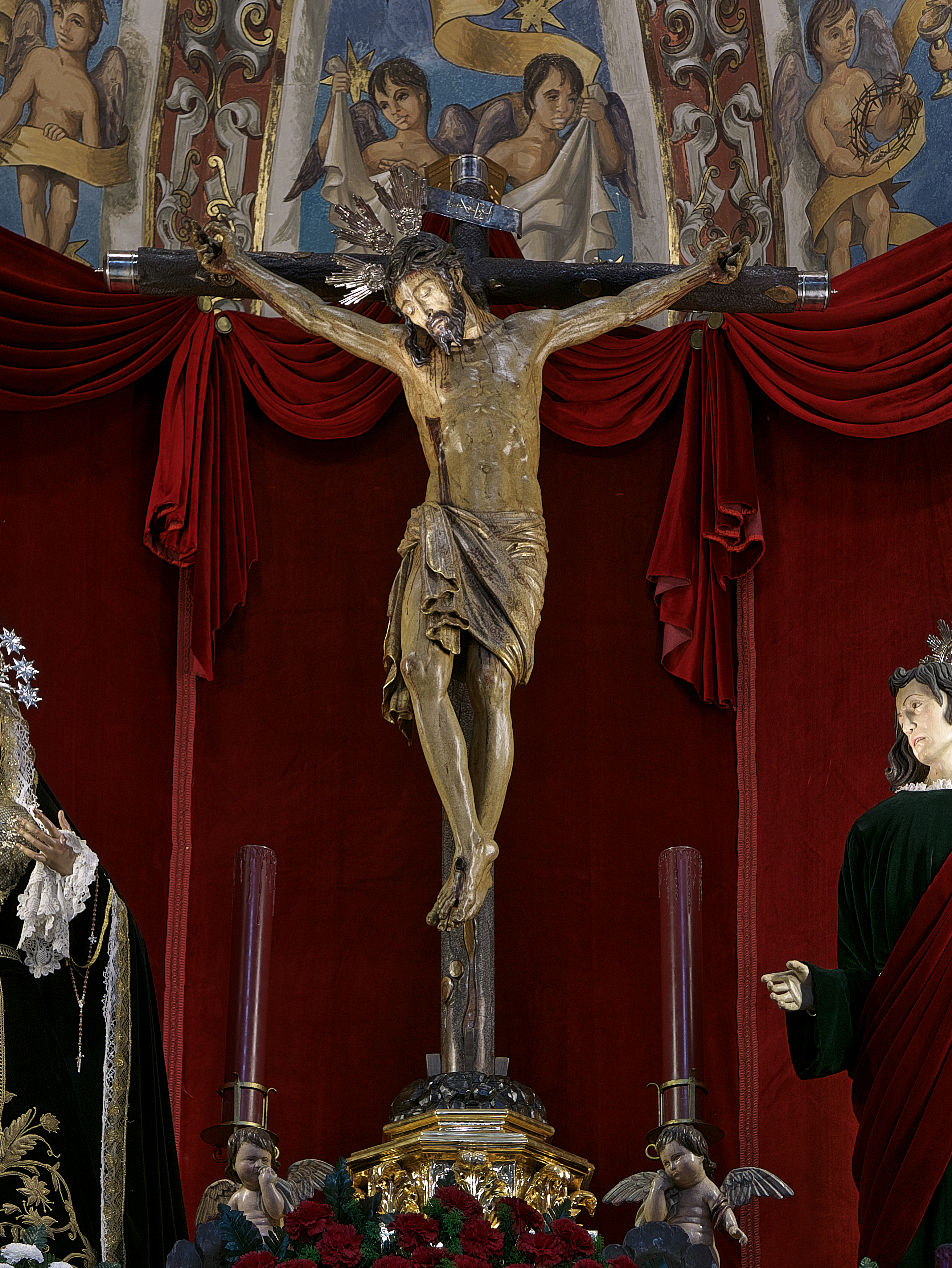
Santo Cristo de la Sangre (Iglesia de Santa Cruz de Écija).

Su estilo se encuadra dentro de la tendencia romanista del retablo sevillano. Trabajó como retablista en la ejecución de relieves e imágenes de retablos mayores. En 1578, hizo el retablo del Cristo de la Vega para la iglesia de Santa María de la Oliva en Lebrija y en 1580, realizó un retablo para la iglesia prioral de Santa María de la Asunción de Carmona. También realizó el hoy desaparecido retablo del Camino del Calvario para la Iglesia de la Magdalena de Sevilla. También intervino parcialmente en el retablo mayor de la iglesia de Santa María de Arcos de la Frontera.
Es autor también de las siguientes imágenes:
- Cristo de la Sangre, obra de 1567, que se encuentra en la iglesia de Santa Cruz de Écija.
- San Blas para la cofradía del mismo nombre de Carmona.[3]
- San Sebastián para la parroquia de San Pedro de Carmona.[3]
- Nuestra Señora y Madre de la Soledad de Marchena (1575)[3]
- San Sebastián para la parroquia del mismo nombre en la localidad de Marchena (1575)
- Puertas del retablo de la Virgen del Carmen. Parroquia de San Martín. Almonaster la Real. Hacia 1576. En colaboración con Francisco Martínez, fueron realizadas para el antiguo tabernáculo.[4]
- San Felipe para la cofradía del Señor San Felipe de Carmona.[3]
- Virgen del Rosario de la iglesia de la Purísima Concepción de Trebujena (1579).[2]

## Atrbuciones
- Se le atribuye la imagen de Nuestra Señora de la Caridad, patrona de Sanlúcar de Barrameda, para el Santuario de Nuestra Señora de la Caridad.[2]